# تشارلز بيكرينغ
تشارلز بيكرينغ (بالإنجليزية: Charles Pickering)‏ هو مستكشف وطبيب وعالم نبات أمريكي، ولد في 10 نوفمبر 1805 في Susquehanna Depot, Pennsylvania ‏ في الولايات المتحدة، وتوفي في 17 مارس 1878 في بوسطن في الولايات المتحدة.